# آراپوما
آراپوما (به پرتغالی: Arapoema) یک منطقهٔ مسکونی در برزیل است که در توکانتینس واقع شده‌است. آراپوما ۱٬۵۵۲ کیلومتر مربع مساحت و ۶٬۶۱۶ نفر جمعیت دارد.